# CAS-2T
CAS-2T, auch bekannt als Fengtai Shaonian 1 (chinesisch 丰台少年一号卫星, Pinyin Fēngtái Shàonián Yīhào Wèixīng), ist ein chinesischer Amateurfunk- und Technologieerprobungssatellit. CAS-2T und KS-1Q sind zwei autonome Nutzlasten, die fest auf der oberen Stufe einer Trägerrakete vom Typ Langer Marsch 11 (CZ-11) montiert sind.
CAS-2T ist ein 2U-CubeSat, der von der Qian-Xuesen-Arbeitsgemeinschaft Raumfahrt gebaut wurde, einem Raumfahrtprojekt an einem Pekinger Gymnasium.
Die Nutzlast KS-1Q wurde vom Kechuang Aerospace Forum gebaut und dient dem Test von Baugruppen für geplante Satelliten. Sie besteht unter anderem aus einem Sonnensensor, einem TT&C-Transponder, einem optischen Telemetriesender, einer Trägheitsmesseinheit und einer Weitwinkelkamera.

## Mission
CAS-2T und KS-1Q wurden am 9. November 2016 zusammen mit vier weiteren Satelliten von Kosmodrom Jiuquan in der Inneren Mongolei gestartet.
Berichte von Amateurfunkern aus aller Welt über CAS-2T stimmen darin überein, dass die CW-Telemetriebake eine gute Signalstärke aufweist, jedoch auch von Fading betroffen ist, Der FM-Transponder des Systems arbeitet nicht korrekt. Er reagiert gut auf Uplink-Signale, die Modulation des Downlinksignals ist jedoch nicht sauber. Es wurde ursprünglich erwartet, dass sich die Raketenstufe mit den Nutzlasten nur etwa 30 Tage im Orbit befindet, bevor sie wieder in die Erdatmosphäre eintritt. Die erreichte Umlaufbahn in etwa 1000 km × 500 km Höhe ermöglicht jedoch eine Lebensdauer von mehreren Jahren.

## Frequenzen
- CW-Telemetriebake: 435,710 MHz
- FM-Transponder Uplink: 145,925 MHz
- FM-Transponder Downlink: 435,615 MHz